# Adela Maria Trepat i Massó
Adela Maria Trepat i Massó (Barcelona, 2 de maig de 1905 – 21 d'agost de 1964) fou una llatinista i traductora, alumna de Joaquim Balcells i Pinto.
Estudià a la universitat de Barcelona, obtingué el premi extraordinari de llicenciatura (1924) i es doctorà el 1926 amb un estudi sobre Lucreci. Obtingué una càtedra de llengua i literatura francesa d'ensenyament mitjà el 1928 i ocupà un lloc a Reus; l'any 1930 passà a l'Institut Maragall de Barcelona. Això li permeté fer classes d'epigrafia a la Universitat Autònoma. Acabada la guerra, després de dos expedients de depuració, feu encara algun curs universitari però es dedicà totalment a l'ensenyament mitjà.
Durant els anys d'estudis havia fet un curs d'història, cosa que li permeté introduir-se en els temes de l'arqueologia, numismàtica i epigrafia. Va col·laborar amb Bosch i Gimpera i obtingué una beca per seguir estudis de filologia clàssica a Berlín. A partir de l'any 1933, interrompé les estades a Alemanya amb l'ascens de Hitler al poder. Trepat dominava diverses llengües: francès, italià, anglès, a més de l'alemany i les llengües clàssiques.
Amb Anna Maria de Saavedra treballà per la Col·lecció Fundació Bernat Metge (Literatura llatina), per la qual traduïren les Heroides (1927) i Les Metamorfosis (1930-1932) d'Ovidi. De fet, foren les úniques traduccions publicades en aquesta col·lecció per dones fins a l'any 1965.